# Theneuille
Theneuille is een Frans dorp in het departement Allier. Theneuille telt 450 inwoners en is gelegen in het Pays de Tronçais.

## Demografie
Onderstaande figuur toont het verloop van het inwoneraantal van Theneuille vanaf 1962.

Vanwege een beveiligingsprobleem met de MediaWiki Graph-software is het momenteel niet mogelijk deze grafiek weer te geven. Zodra de software is bijgewerkt zal de grafiek vanzelf weer zichtbaar worden.